# Churwalden
Churwalden (rätoromanska: Curvalda) är en ort och kommun i regionen Plessur i kantonen Graubünden, Schweiz. Kommunen har 2 147 invånare (2023) och fick sin nuvarande omfattning 2010, då de tidigare kommunerna Malix och Parpan införlivades. Orten Churwalden ligger en mil söder om kantonshuvudstaden Chur. 
I Churwalden anlades omkring 1150 ett premonstratenskloster, och bebyggelsen i det tidigare i stort sett öde området utgick från detta. Det rätoromanska språket tränges undan av tyska under 1500-talet. Under reformationen gick Malix och Parpan över till den reformerta läran, men i Churwalden uppstod den egenheten att en reformert församling bildades vid sidan av den kvarvarande katolska. De två konfessionerna använde samma kyrka ända fram till 1968, då en ny reformert kyrka byggdes, och den gamla blev enbart katolsk.